# Cuerdas (pel·lícula de 2022)
Cuerdas és un curtmetratge de la directora alabesa Estibaliz Urresola estrenat en 2022. La cinquena obra de la cineasta laudiotarra es va presentar en la Setmana de la Crítica de Cannes i va guanyar el premi Rails d'Ory. També va obtenir el premi Forqué 2022 al millor curtmetratge.

## Sinopsi
En un poble industrial, un cor de dones ha perdut el seu finançament municipal, i una empresa local, principal responsable de l'alta contaminació que envolta al poble, s'ofereix a patrocinar el cor. Els membres hauran de decidir si ho accepten o no, la supervivència del cor està en joc.

## Repartiment
- Begoña Suárez
- Miguel Garcés
- Xanti Agirrezabalaga
- Jone Laspiur
- Oier Zúñiga
- Ainhoa Jauregi